# Дионисије Закинтски
Дионисије Закинтски - Дионисије Нови (грч. Διονυσιος Ζακυνθου је православни светитељ, епископ Егине.
Рођен је као Сигур Драганиг (Граденик) 1547. године, у породици Мокииа Сигур на острву Закинтос у Јонском мору. Отац му је пореклом из аристократске Норманске породице, чији су преци прешли из Нормандије (Француска) у Италију, а затим на острво Закинтос. Постали су земљопоседници на југозападу острва и углавном су прихватили православље. Његова мајка је припадала племићкој венецијанској породици Валви.
Међу сељанима њихова породица је била позната по милости и побожности. Драганиг је почетно образовање добио од научника Николаја Керофиласа. Учио је од грчких и италијанских наставника. Знао је старогрчки, латински и италијански. Проучавао је Свето писмо и дела црквених отаца. Из његове касније преписке је познато да се бавио тумачењем дела св. Григорија Богослова.
У својој 21. години, пребацио је сву своју имовину свом млађем брату и сестри. Највероватније је то учинио због губитка оба родитеља. Након тога се повукао у манастир Строфад, који се налази на једном од острва Строфади код Закинтоса. Чак и пре него што је положио завете, постао је познат као ревностан молитвеник, испосник и мудар теолог.
Године 1568, постао је монах по имену Данило. 1568. године, постао је игуман манастира Богородице од Анафонитрије на Закинтосу. Годину дана касније, рукоположен је за јерођакона. а 1570. за јеромонаха.
Године 1576. игуман Данило је отишао на ходочашће у Свету земљу. По повратку изабран је за епископа Егине, Хидре и Пароса. Примио је велику схиму са новим именом Дионисије у част светитеља заштитника Атине, мученика Дионисија Ареопагита 1577. године.
Он је великодушно помагао онима који су били без родитеља, сирочади и удовицама, а ако је било потребно, он их је бранио. Политичари, трговци, бродовласници, свештеници тражили су његов савет. Његове проповеди су биле једноставне и надахнуте. Због тога су ходочасници из читаве јужне Грчке хрлили у Егину да га чују.
Двије године након бшто је изабран за епископа, напустио је епископију. 1579. годину, по благослову цариградског патријарха, Јеремија II вратио се у манастир Панагију у Анафонитрији као игуман. Године 1581, две године након повратка у Закинтос, Дионисије постаје викарни епископ острва. Епископ Кефалоније и Закинтоса послао је у Венецију, којој је припадао острво Закинтос, жалбу против Дионисија да се он уплитао у његове послове.
Године 1581. гувернер Венеције дужд Николај Дапон издао је уредбу којом му се забрањује било каква активност на територији под јурисдикцијом епископа Кефалоније и Закинтоса. Дионисије постаје ректор сеоске цркве Св. Николе Чудотворца.
Умро је 17. децембра 1624. године на Закинтоу. Његове мошти после кратког времена откривене су потпуно читаве. Данас се чувају на његовом родном острву Закинтосу.
У православној цркви помиње 24. августа - пренос моштију и 17. децембра - дан смрти.